# Salaš u malom ritu (pjesma)
Ja sam rođen tamo na salašu (srp. Ја сам рођен тамо на салашу), poznata kao i Salaš u malom ritu (srp. Салаш у малом риту), je skladba koju su napisali Miomir Petrović i Saša Mirković za seriju Salaš u Malom Ritu (iz 1975.), koja je o tragičnim događajima tijekom Drugog svjetskog rata u Vojvodini. Njih dvojica su u seriji glumili Sašu i Cileta. Neki smatraju pjesmu neslužbenom himnom Vojvodine.[nedostaje izvor]

## Vanjske poveznice
- Pjesma na YouTubeu